# Herman Murray
Herman Edward Murray (Montréal, 5 dicembre 1909 – Pierrefonds, 27 novembre 1998) è stato un hockeista su ghiaccio canadese.

## Palmarès

### Olimpiadi invernali
- Argento a Garmisch-Partenkirchen 1936 nell'hockey su ghiaccio.